# Luftangriffe auf Singapur (1941–1942)

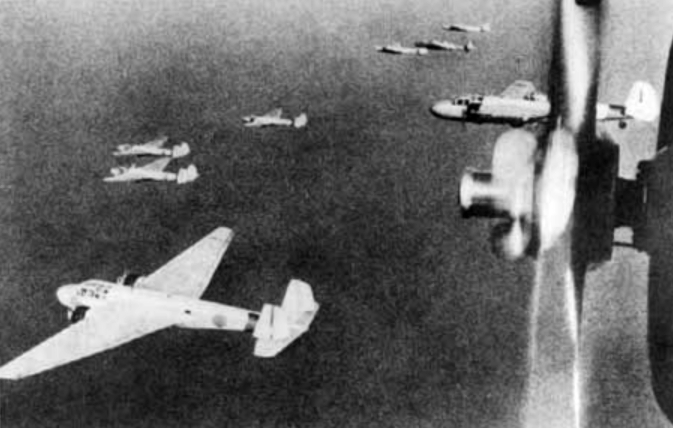
Mitsubishi G3M "Nell" Bomber

Die Bombardierung Singapurs war ein Luftangriff am 8. Dezember 1941 durch siebzehn Mitsubishi G3M Bombern der Kaiserlich Japanischen Marineluftstreitkräfte. Gestartet waren sie in Thủ Dầu Một im Süden von Französisch-Indochina (heute: Vietnam). Der Angriff begann um etwa 04:30 in der Frühe, kurz nachdem japanische Streitkräfte in Kota Baru auf der Malaiischen Halbinsel gelandet waren. Der Luftangriff war das Erste, woran die Einwohner Singapurs bemerkten, dass der Krieg ausgebrochen war.

## Hintergrund
Der Angriff auf Singapur wurde 34 Bombern der Genzan Kaigun Kōkūtai, einer Einheit der Kaiserlich Japanischen Marineluftstreitkräfte, die in Genzan (heute Wonsan in Nordkorea) gegründet worden war, und der Mihoro Kaigun Kōkūtai übertragen. Ihre Ziele waren die Stützpunkte der Royal Air Force in Singapur auf den Flugplätzen Tengah und Seletar, außerdem die Flottenbasis Singapurs und der natürliche Hafen Keppel.
Sechs Geschwader beider Gruppen stiegen in der Nacht vom 7. auf den 8. Dezember 1941 im Süden Indochinas auf. Über dem Südchinesischem Meer gerieten sie in schlechtes Wetter. Dicke Wolken, schlechte Sicht und starke Winde führten dazu, dass die Gruppen getrennt wurden. Nach mehreren vergeblichen Versuchen, sich neu zu formieren, befahl der Kommandeur des Angriffs Oberstleutnant Niichi Nakanishi der Genzan Gruppe, den Angriff abzubrechen und zur Basis zurückzukehren. Damit reduzierte er die Wirkung des Angriffes erheblich. Nur siebzehn G3M Bomber der Mihoro Gruppe erreichten Singapur planmäßig, weil sie auf ihrem Flug kein schlechtes Wetter hatten.

## Der Angriff
Die japanische Formation wurde von der Radarstation in Mersing in British Malaya schon etwa eine Stunde bevor sie Singapur erreichte geortet. Drei Brewster Buffalo, Jagdflugzeuge des 453. Geschwaders der Royal Australian Air Force, waren auf dem Flugplatz in Seletar in Bereitschaft. Eine Anfrage der Piloten, aufzusteigen und die japanischen Bomber abzufangen wurde vom zuständigen britischen Luftmarschall Robert Brooke-Popham abgelehnt, er hielt die Buffalos nicht für nachtkampftauglich und außerdem fürchtete er, die Flugabwehrbatterien würden auf die eigenen Jäger schießen. Paradoxerweise befanden sich 12 Bristol Blenheim Mark IF Nachtjäger vom 27. Geschwader der RAF in Sungai Petani. Allerdings wurden die als Erdkampfflugzeuge eingesetzt.
Die Straßen waren noch hell erleuchtet obwohl die Luftschutzsirenen um vier Uhr Alarm gegeben hatten und so konnten die japanischen Piloten ihre Ziele ohne Probleme lokalisieren. Das Hauptquartier für den Luftschutz war nicht besetzt und es gab keine Verdunkelung, weil weder die Polizei noch die Beamten des Kraftwerkes den Angestellten finden konnten, der die Schlüssel für den Schaltraum hatte. Im September 1941 hatte es immerhin schon zwei Lüftschutzübungen gegeben. Als die Bomber ihren Angriff um 04:30 Uhr begannen, eröffneten die alliierten Flugabwehrgeschütze sofort das Feuer. Die Flak des Schlachtschiffes Prince of Wales und des Schlachtkreuzers Repulse, die im Hafen lagen, feuerte ebenfalls, aber keines der Flugzeuge wurde abgeschossen. Eine Formation von neun Bombern kreuzte in einer Höhe von ca. 3.600 m, ohne ihre Bomben zu werfen, um die Suchscheinwerfer und das Flakfeuer von der anderen Gruppe, die nur ca. 1.400 m hoch flog, abzulenken. Die Bomber warfen ihre Bomben auf die Flughäfen Seletar und Tengah und beschädigten dabei drei Bristol Blenheim Bomber der RAF. Die übrigen Schäden an den Flugplätzen waren minimal. Einige Bomben fielen auch auf Raffles Place in der Stadt Singapur.

## Nachwirkungen
Das Signal für Entwarnung begann um 05:00 Uhr. 61 Menschen wurden getötet und über 700 verletzt. Die meisten Verluste waren Truppen des 2/2nd Gurkha Rifles Regiment das zur 11. Indischen Infanteriedivision gehörte. Alle japanischen Bomber kehrten unbeschädigt zu ihrer Basis in Indochina zurück.
Obwohl der Bombenangriff nur geringfügige Schäden an den Flugplätzen angerichtet hatte, war das Britische Fernost Kommando fassungslos. Trotz Berichten von Nachrichtendiensten über japanische Flugzeuge im Zweiten Japanisch-Chinesischer Krieg, konnte das Oberkommando nicht glauben, dass die japanische Luftwaffe in der Lage sein könnte Singapur aus einer Entfernung von annähernd 1.000 km anzugreifen. Für Generalleutnant Percival war es eine totale Überraschung, er hatte "nie gedacht, dass die Japaner überhaupt irgendwelche Langstreckenflugzeuge haben könnten".
Singapur erlebte einen Aufschub von weiteren Luftangriffen, weil die japanischen Streitkräfte sich auf die Angriffe auf alliierte Positionen in Nordmalaya konzentrierten. Der nächste Angriff erfolgte in der Nacht vom 16. auf den 17. Dezember 1941. Das war ein leichter Angriff mit nur zwei Mitsubishi Ki-21. Der folgende Angriff folgte in der Nacht vom 29. auf den 30. Dezember. Der erste Tagangriff auf Singapur fand am 12. Januar 1942 statt, einen Tag nachdem die Einnahme von Kuala Lumpur den japanischen Kräften erlaubte, Flugzeuge von den Kaiserlich Japanischen Heeresluftstreitkräften nach Südmalaya zu verlegen.